# Sveučilište Panthéon-Sorbonne
Sveučilište Panthéon-Sorbonne ((fr) Université Panthéon-Sorbonne, kratica Paris 1) je javno sveučilište specijalizirano za pravo i politiku u glavnom gradu Francuske, Parizu.

## Vanjske poveznice
- Službene stranice